# Éditeur audio

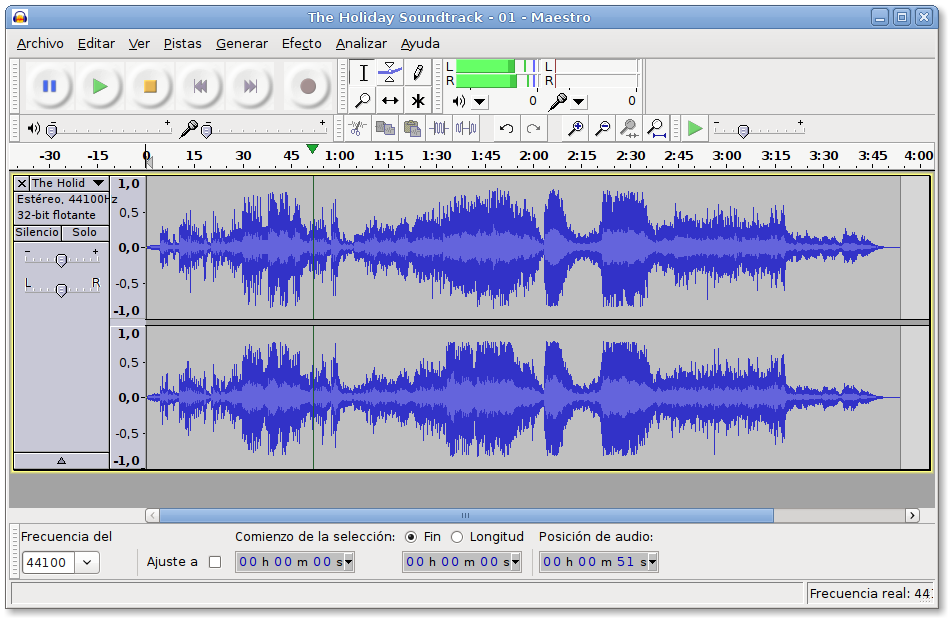
Exemple d'éditeur audio - Audacity.

Un éditeur audio est un logiciel pour l'édition audio, c'est-à-dire dans la manipulation du son numérique.

## Utilisation en musique
Ces éditeurs sont désignés pour la manipulation de sons et permettent typiquement à l'utilisateur les opérations suivantes :
- enregistrer les sons provenant de la carte son ;
- importer des fichiers audio ;
- couper et organiser ces sons dans le temps ;
- les mixer ;
- appliquer des effets (compression, flanger, réverbération, égalisation, etc.) pour modifier le son ;
- conversion entre différents formats audio, ou différentes qualités de son.